# Via Veneto (película)
Via Veneto es una película de 1964 dirigida por Giuseppe Lipartiti.

## Argumento
En Roma, un joven que vive de estafas y engaños consigue convencer a un rico industrial de provincias para que financie una película. Habiendo recibido un sustancial anticipo, comienza a llevar una vida costosa entre autos de lujo y hermosas mujeres.

## Reparto
- Gérard Blain: Renato.
- Cristina Gaioni: Paola.
- Donatella Turri: Sandra.
- Leopoldo Trieste
- Umberto D'Orsi
- Silla Bettini
- Cesare Miceli Picardi
- Maurizio Arena
- Milena Bettini
- Franca Polesello
- Frank Wolff
- Michèle Mercier
- Claudio Gora
- Ingrid Schoeller
- Margaret Lee
- Špela Rozin
- Jean Rougeul
- Mario Brega
- Franco Ressel
- Nando Angelini

## Distribución
La película recibió la autorización de censura n.º 42 129 del 24 de enero de 1964 con la prohibición para los menores de 14 años. Se estrenó el 23 de abril de 1964.
Publicada en videocinta por Fonit Cetra Home Video, no ha sido editada en DVD.